# Ludwig Leupold
Ludwig Josef Leupold (ur. 18 lipca 1907 w Monachium, zm. 16 sierpnia 1993 tamże) – niemiecki strzelec, olimpijczyk i medalista mistrzostw świata.

## Kariera sportowa
Wystąpił jako reprezentant RFN na Letnich Igrzyskach Olimpijskich 1952 w pistolecie szybkostrzelnym z 25 m, w którym uplasował się na 23. miejscu.
Podczas swojej kariery Leupold raz zdobył medal na mistrzostwach świata. Zajął z drużyną 3. miejsce w pistolecie szybkostrzelnym z 25 m na turnieju w 1939 roku (skład zespołu: Fritz Bucherer, Ludwig Leupold, Cornelius van Oyen, Lothar Walter, Martin Zindel).
Po zakończeniu kariery trenował młodych zawodników w swoim macierzystym klubie FSG „Der Bund”. Został również jego członkiem honorowym.

## Wyniki

### Igrzyska olimpijskie
| Igrzyska      | Konkurencja                   | Wynik              | Miejsce | Źródło |
| ------------- | ----------------------------- | ------------------ | ------- | ------ |
| Helsinki 1952 | Pistolet szybkostrzelny, 25 m | 553 pkt. (280–273) | 23      | [ 2 ]  |

### Medale mistrzostw świata
Opracowano na podstawie materiałów źródłowych:
| Mistrzostwa  | Konkurencja                              | Wynik            | Miejsce |
| ------------ | ---------------------------------------- | ---------------- | ------- |
| Lucerna 1939 | Pistolet szybkostrzelny, 25 m, drużynowo | 267 pkt. (druż.) |         |